# Alexandre Massura
Alexandre Massura Neto (São Bernardo do Campo, 19 de junho de 1975) é um nadador brasileiro. Nadou pelo Aquarius de São Bernardo do Campo, o Natação FEFISA Clube de Santo André, o Estilo Clube de São Bernardo do Campo e o Minas Tênis Clube e pelo Flamengo. É ex-recordista mundial no revezamento 4x100 metros livre.
Formado em marketing, se aposentou da natação profissional em 2004. Posteriormente, foi subsecretário de Desportos do governo de Minas Gerais.
Atualmente, é gerente de marketing e relacionamento da FIFA.

## Trajetória esportiva
Iniciou-se na natação no Minas Tênis Clube e começou a competir aos 14 anos.
Conquistou a medalha de ouro no Campeonato Mundial de Piscina Curta de 1995 realizado no Rio de Janeiro, na prova dos 4x100 metros nado livre, junto com Gustavo Borges, Fernando Scherer e André Cordeiro, com a marca de 3m12s42.
Participou dos Jogos Olímpicos de Verão de 1996 em Atlanta, no revezamento 4x100 metros nado livre, terminando em quarto lugar lugar.
O final de 1998 ficou marcado pela terceira quebra consecutiva do recorde mundial dos 4x100 metros livre em piscina curta, pelo revezamento brasileiro. Em 20 de dezembro, logo após o encerramento do Troféu José Finkel, o quarteto formado por Fernando Scherer, Carlos Jayme, Alexandre Massura e Gustavo Borges, nesta ordem, caíram na piscina do Club de Regatas Vasco da Gama e conseguiram a marca de 3m10s45, que só seria batida no ano 2000 pela equipe da Suécia.
No Campeonato Mundial de Natação em Piscina Curta de 1999 disputado em Hong Kong, Massura foi à final dos 100 metros nado costas, terminando na quinta posição.
Massura esteve nos Jogos Pan-Americanos de 1999, em Winnipeg. No revezamento 4x100 metros medley, junto com Gustavo Borges, Fernando Scherer e Marcelo Tomazini, o revezamento brasileiro ganhou, pela primeira vez na história do Pan, a medalha de ouro, com o tempo de 3m40s27, quebrando os recordes pan-americano e sul-americano, além de garantir a vaga do revezamento brasileiro para Sydney 2000. Massura também ganhou a medalha de prata nos 100 metros costas, batendo o recorde sul-americano com a marca de 55s17. O recorde do 4x100 metros medley só caiu em 2006, e o dos 100 metros costas só caiu com o bronze de Thiago Pereira no Pan 2007, no Rio de Janeiro.
Em 16 de dezembro de 1999, bateu o recorde sul-americano dos 50 metros costas em piscina olímpica, com a marca de 26s00. O recorde só foi quebrado em 2007.
Nadando pelo Flamengo quando foi aos Jogos Olímpicos de Verão de 2000 em Sydney, Massura ficou em 13º nos 100 metros costas, e 12º no revezamento 4x100 metros medley.
Em 12 de novembro de 2000 bateu o recorde sul-americano dos 50 metros costas em piscina curta: 24s73. O recorde se manteve até 2007. Em 2000 também bateu o recorde sul-americano dos 100 metros costas em piscina curta, com 52s24, marca que só caiu em 2008.
Esteve no Campeonato Mundial de Esportes Aquáticos de 2001 em Fukuoka, onde foi às semifinais dos 50 e 100 metros costas.
Aposentou-se da natação em 2004.

### Recordes
Massura é o ex-detentor dos seguintes recordes:
Piscina olímpica (50 metros)
- Ex-recordista sul-americano dos 50 metros costas: 26s00, obtidos em 16 de dezembro de 1999[13]
- Ex-recordista sul-americano dos 100 metros costas: 55s17, obtidos em agosto de 1999[10]
- Ex-recordista sul-americano do revezamento 4x100m medley: 3m40s27, obtidos em agosto de 1999, com Gustavo Borges, Fernando Scherer e Marcelo Tomazini[6]

Piscina semi-olímpica (25 metros)
- Ex-recordista sul-americano dos 50 metros costas: 24s73, obtidos em 12 de novembro de 2000[14]
- Ex-recordista sul-americano dos 100 metros costas: 52s24, obtidos em 2000[16]
- Ex-recordista mundial dos 4 x 100 metros livre: 3m10s45, obtidos em 20 de dezembro de 1998, junto com Gustavo Borges, Fernando Scherer e Carlos Jayme[2][7]